# Роте, Карл
Карл Роте (нем. Karl Rothe; 5 февраля 1930, Аусиг, Германия — 2011, Германия) — немецкий редактор и физиолог животных.

## Биография
Родился 5 февраля 1930 года в Аусиге. В 1952 году поступил на ветеринарный факультет Берлинского университета, который он окончил в 1957 году. Увидев способности дипломированного специалиста, администрация оставляет его у себя, где он работает научным сотрудником вплоть до 1963 года. В 1963 году был избран директором областного Института ветеринарной медицины, данную должность он занимал вплоть до 1968 года, одновременно с этим в эти же годы заведовал кафедрой Йенского университета. С 1968 по 1972 год занимал должность заместителя директора Секции животноводства и ветеринарной медицины, а также занимал должность профессора и руководителя группы воспроизводства сельскохозяйственных животных Университета имени Карла Маркса в Лейпциге. В 1973 году был избран директором НИЦ по животноводству в Думмерсторфе, информация о дальнейших годах неизвестна.
Скончался в 2011 году в Германии.

## Научные работы
Основные научные работы посвящены проблемам размножения и искусственного осеменения сельскохозяйственных животных. Автор ряда монографий по данным вопросам.

## Редакторская деятельность
- 1974-78 — Главный редактор журнала «Архив животноводства».

## Членство в обществах
- 1978-92 — Иностранный член ВАСХНИЛ.
- 1973-91 — Член Академии сельскохозяйственных наук ГДР.

## Награды и премии
- 1974 — Высшая награда ГДР в области науки и техники.
- 1974 — Национальная премия ГДР.